# Nundina
Nundina era una diosa romana a la que estaba consagrado el dies lustricus (noveno día después del nacimiento de un niño varón), en el cual se daba nombre y se purificaba a los niños. El nombre de la diosa tiene relación etimológica con el número novem (nueve).